# Арукюла
А́рукюла (ест. Aruküla) — сільське селище (ест. alevik) на півночі Естонії, у повіті Гар'юмаа, центр волості Раазіку. Кількість жителів — 1953 особи (2009 рік), 2016 осіб (2013 рік).
Через селище проходить залізниця з напрямком Таллінн-Тарту/Нарва.

## Світлини

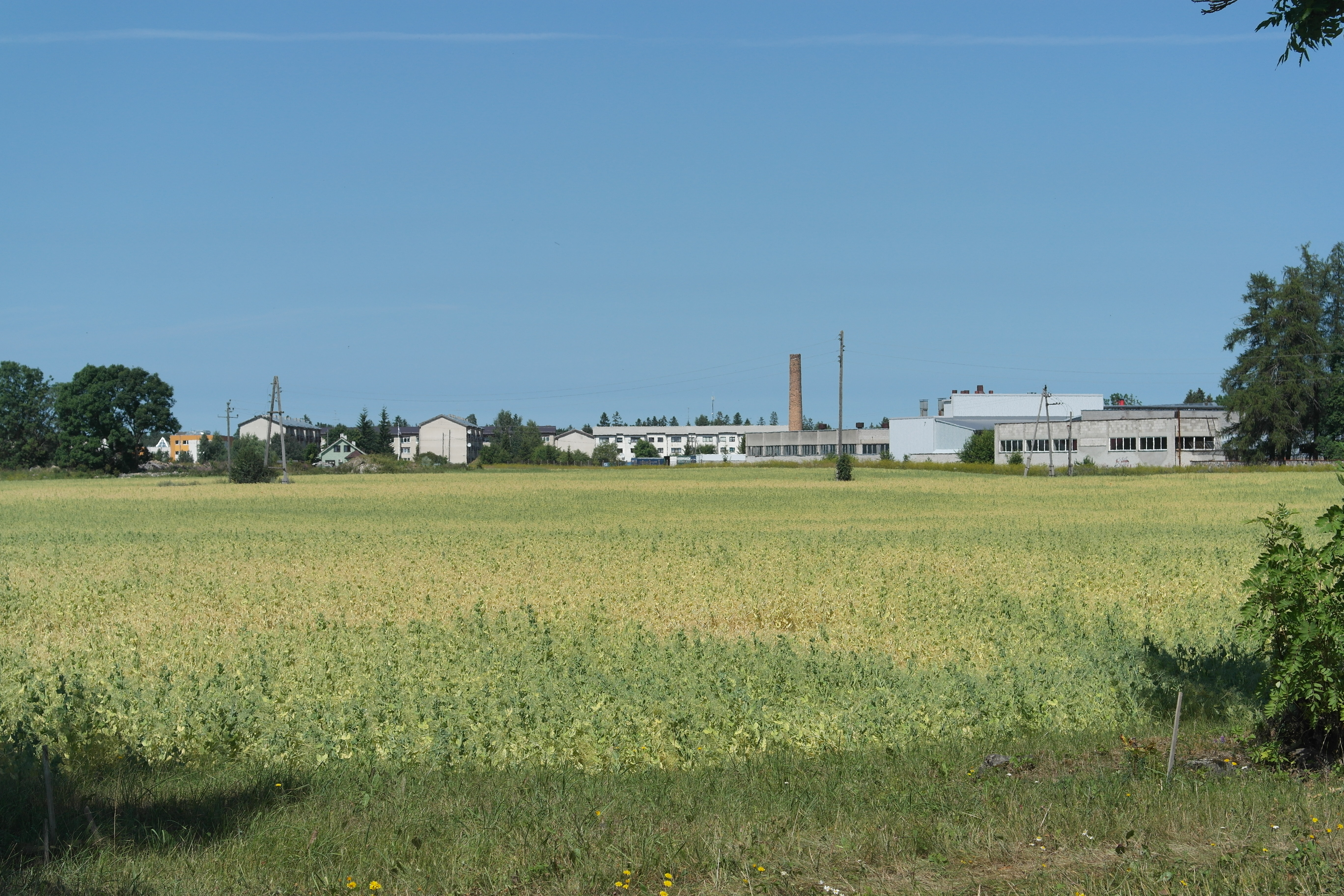
Вид на Арукюла
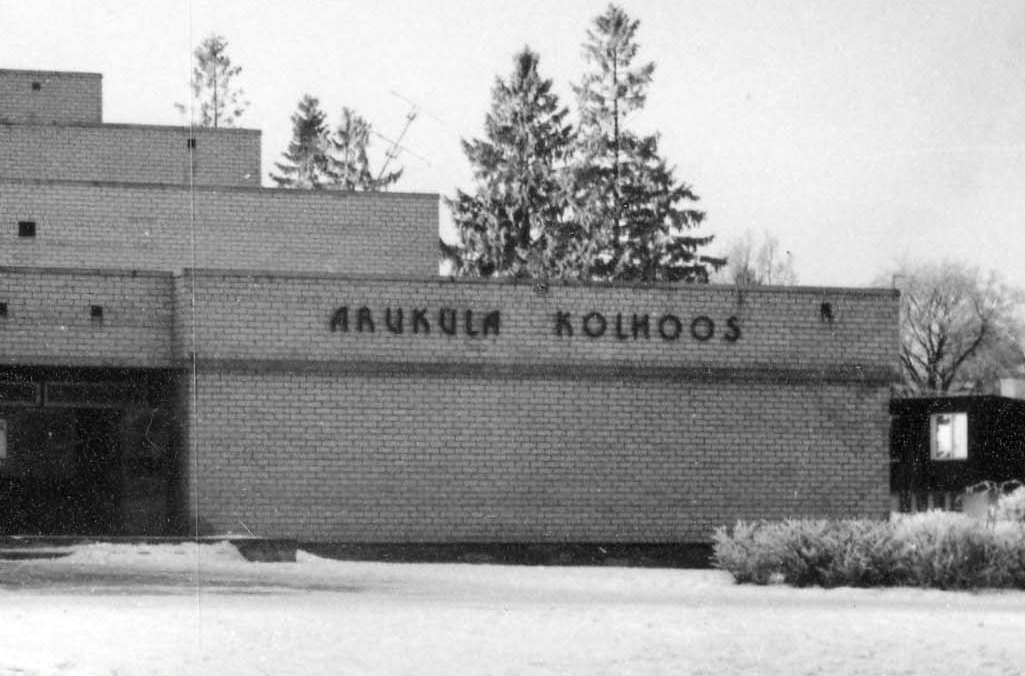
Колишній центр колгоспу
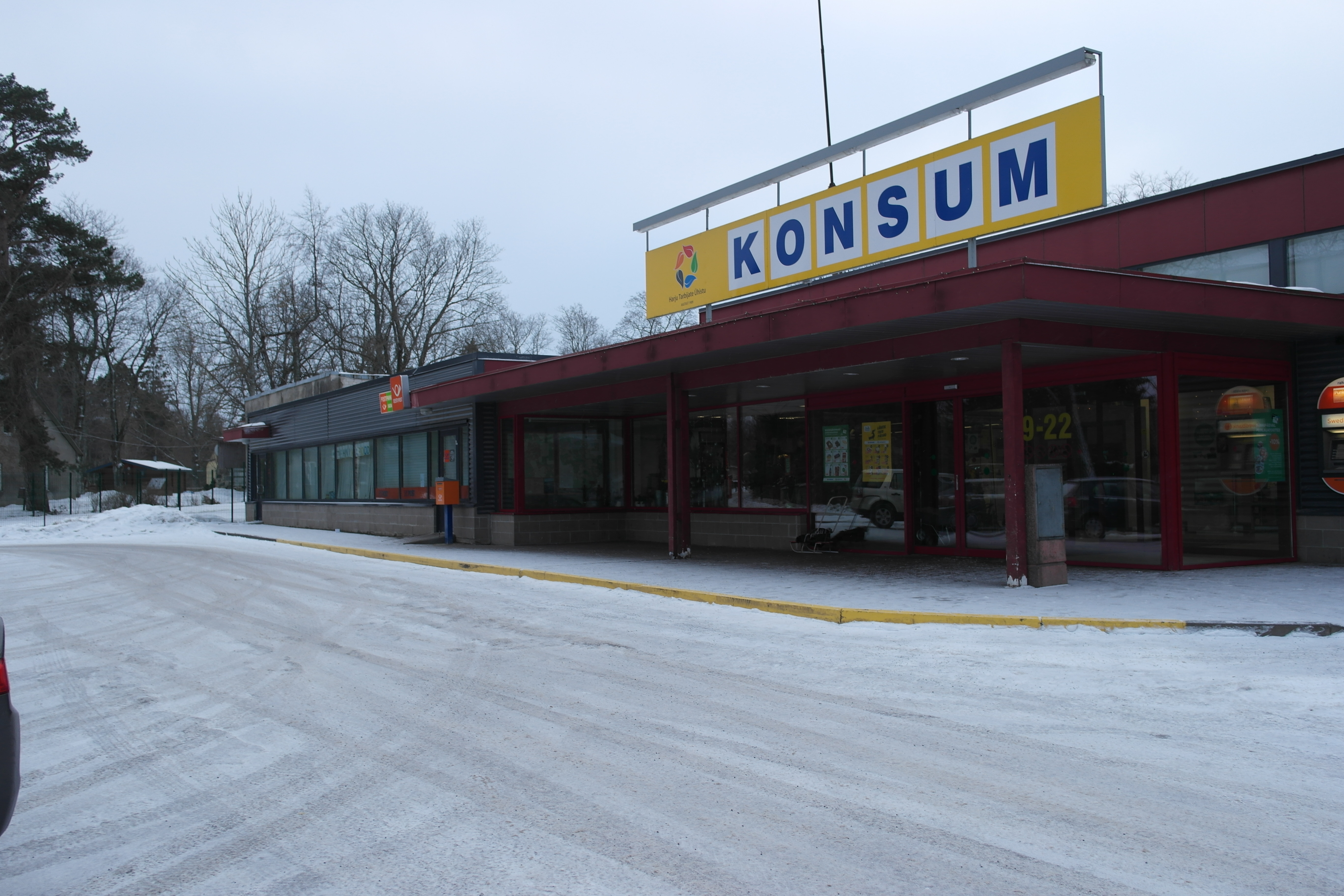
Супермаркет і поштове відділення
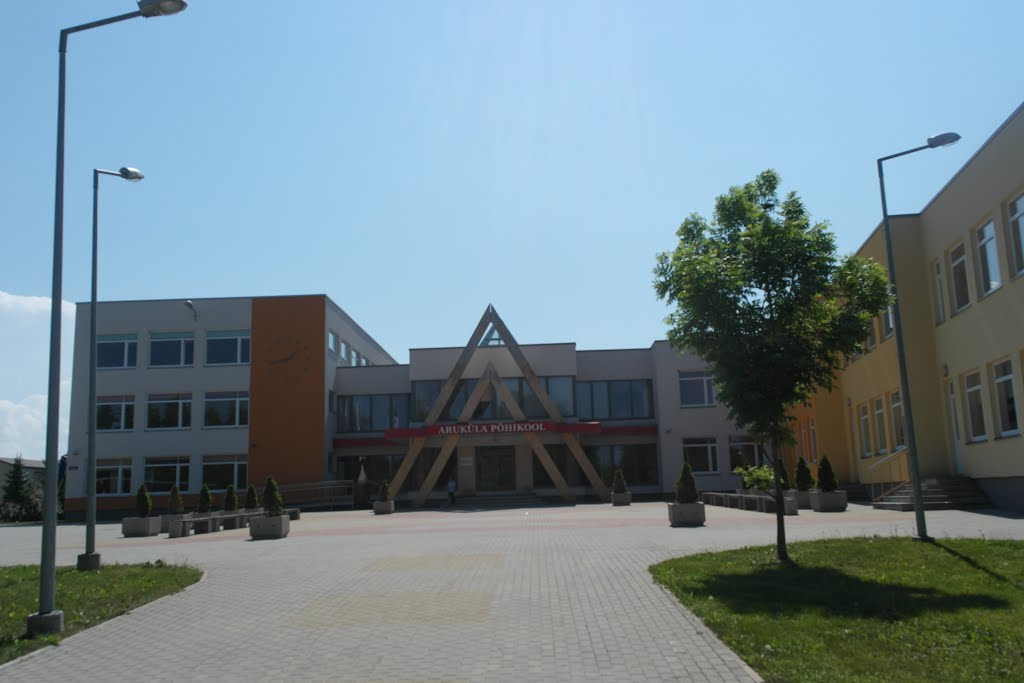
Школа
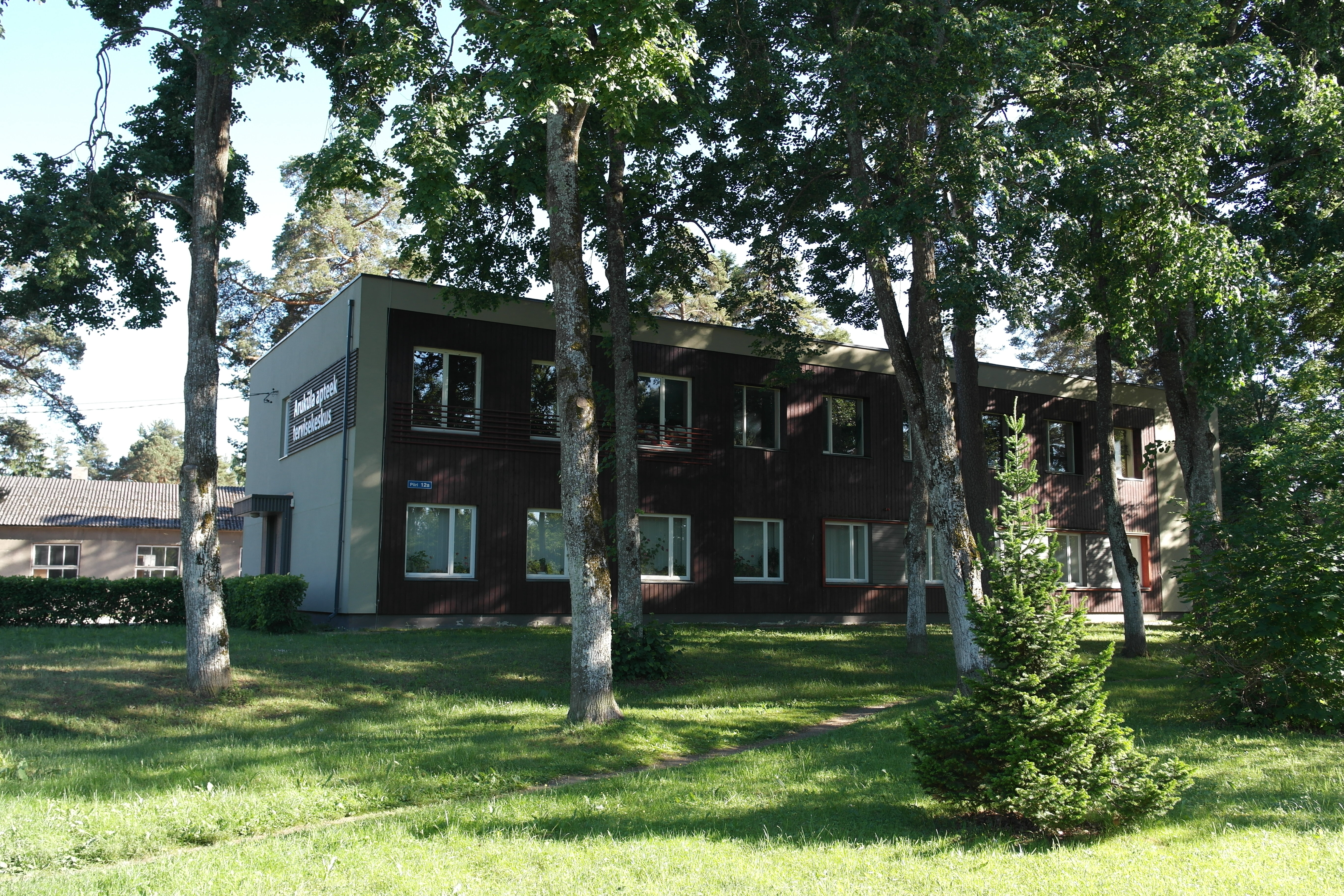
Медичний центр
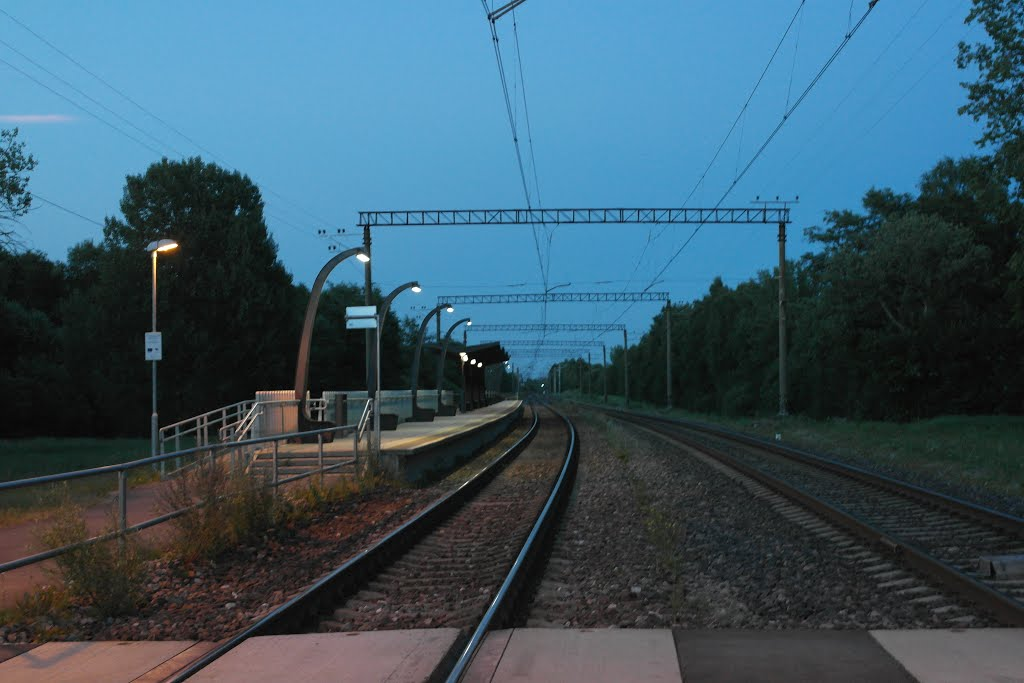
Залізнична зупинка
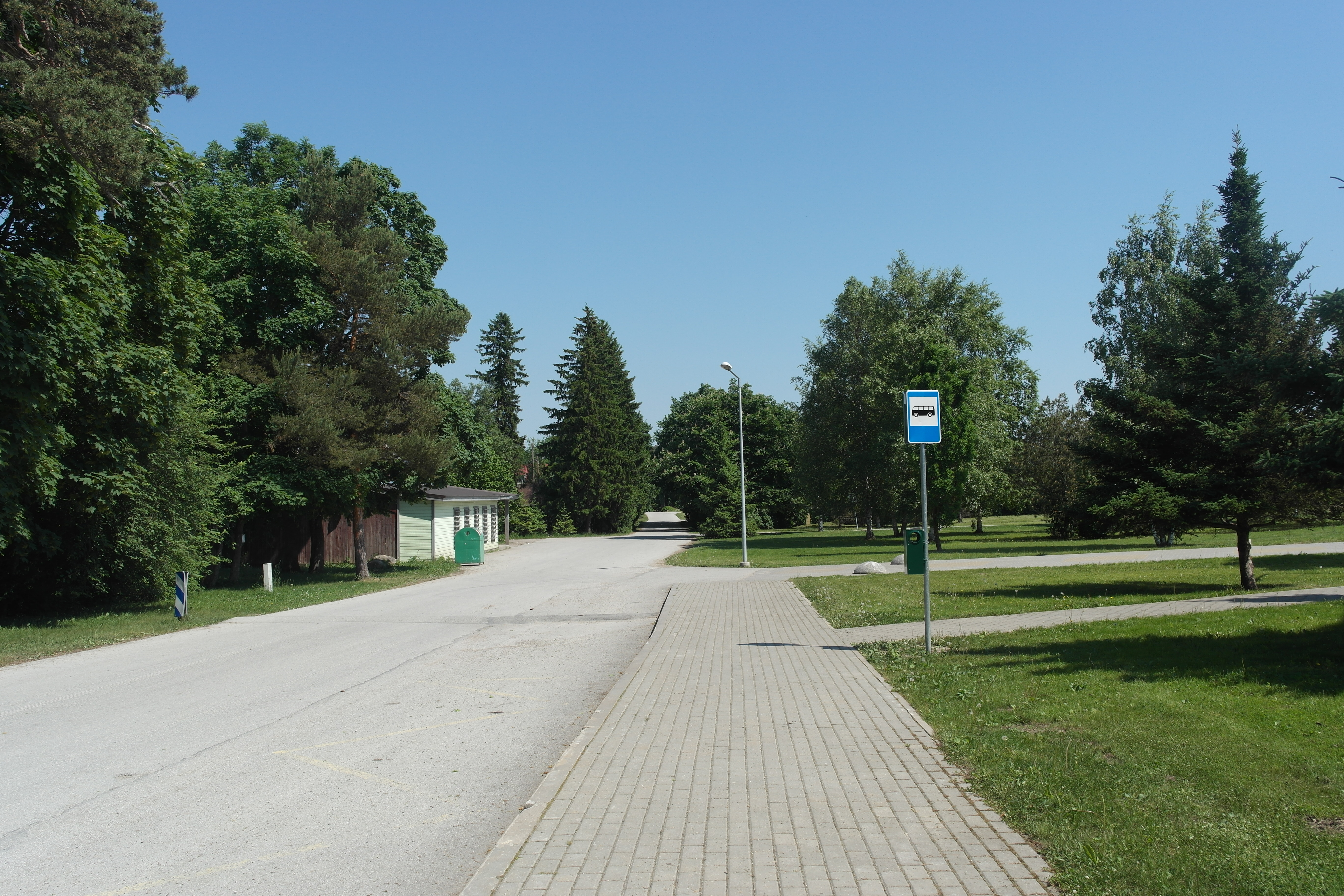
Вулиця Põllu
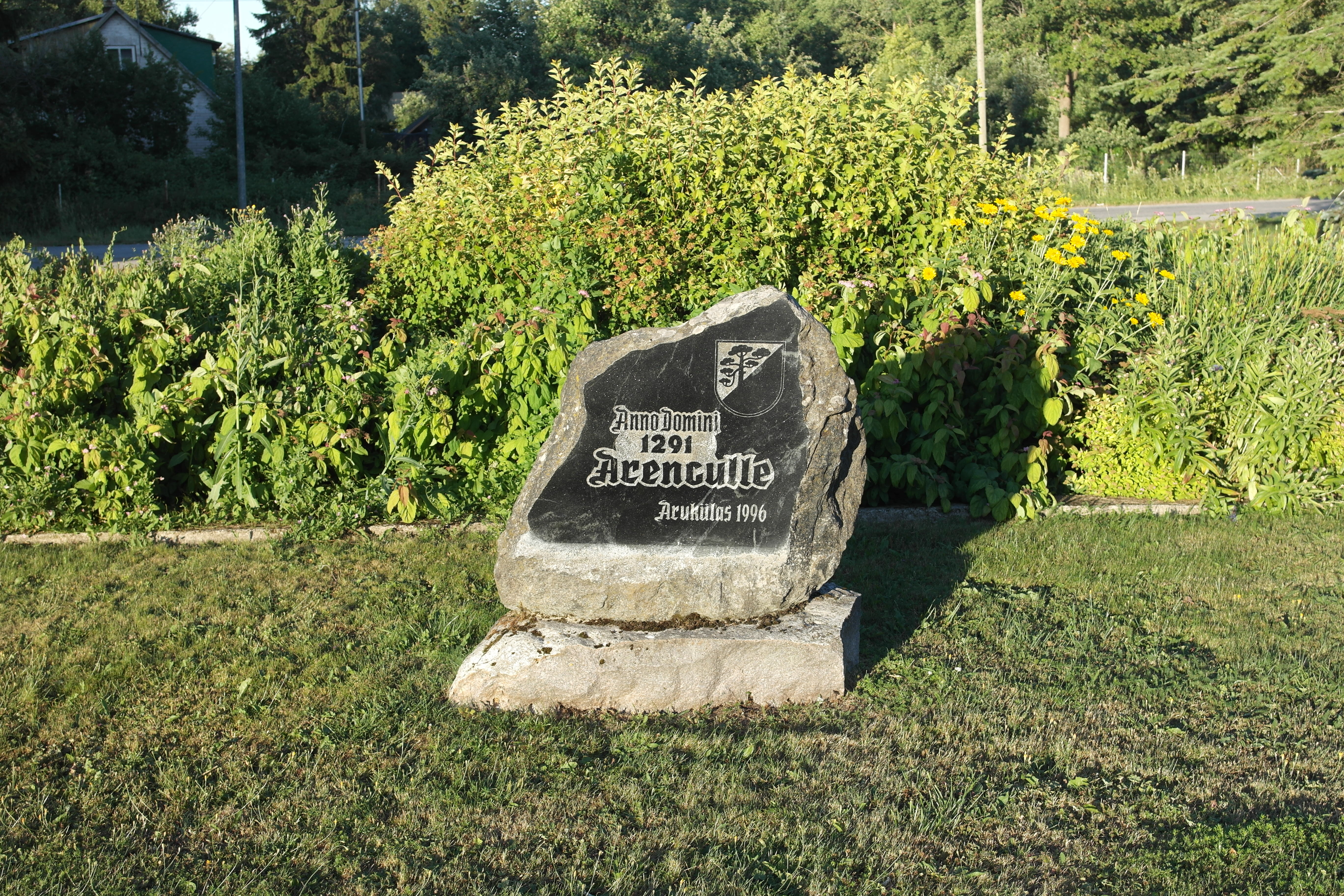
Камінь на честь першої згадки про Арукюла
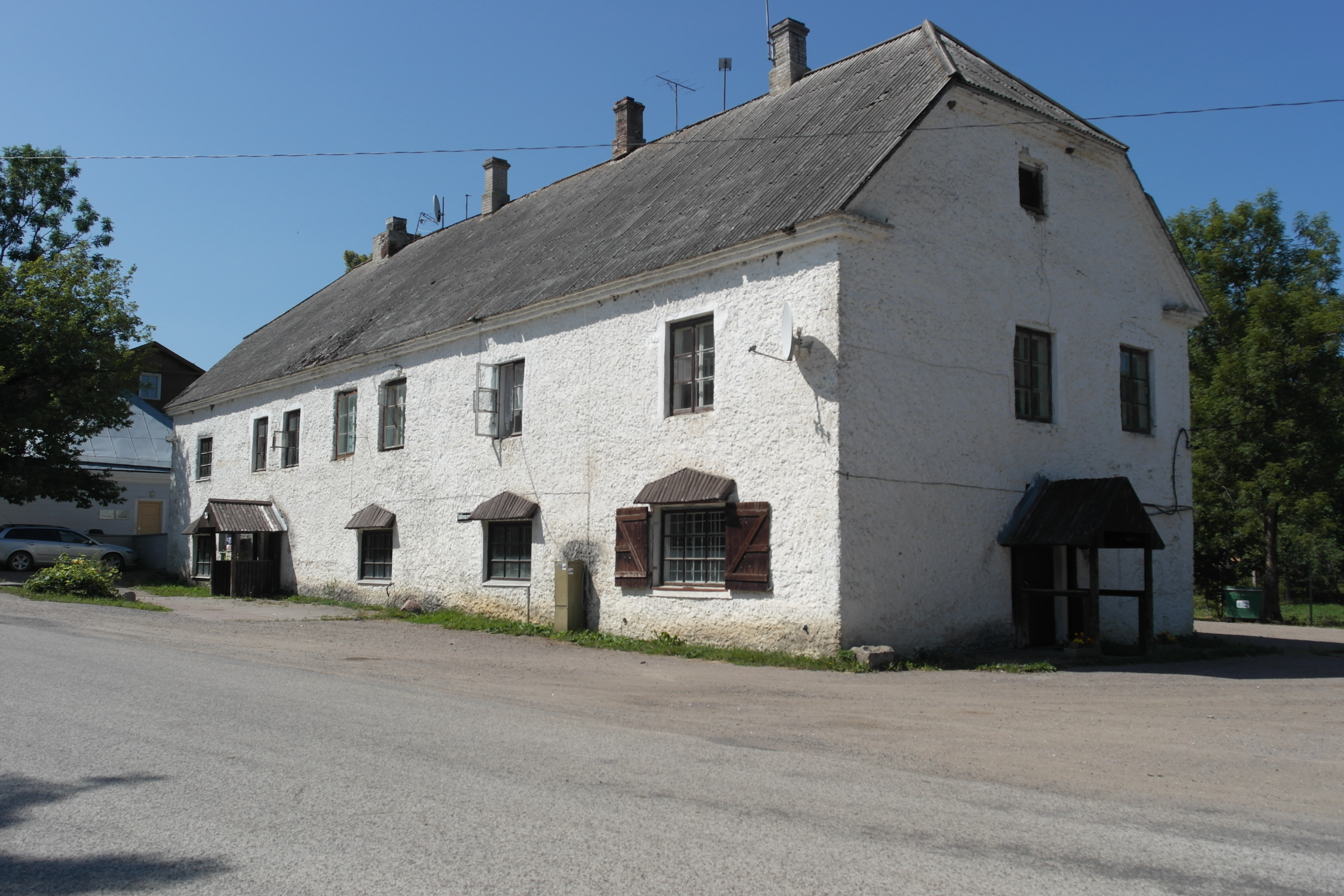
Будинок на Tallinna mnt. 38
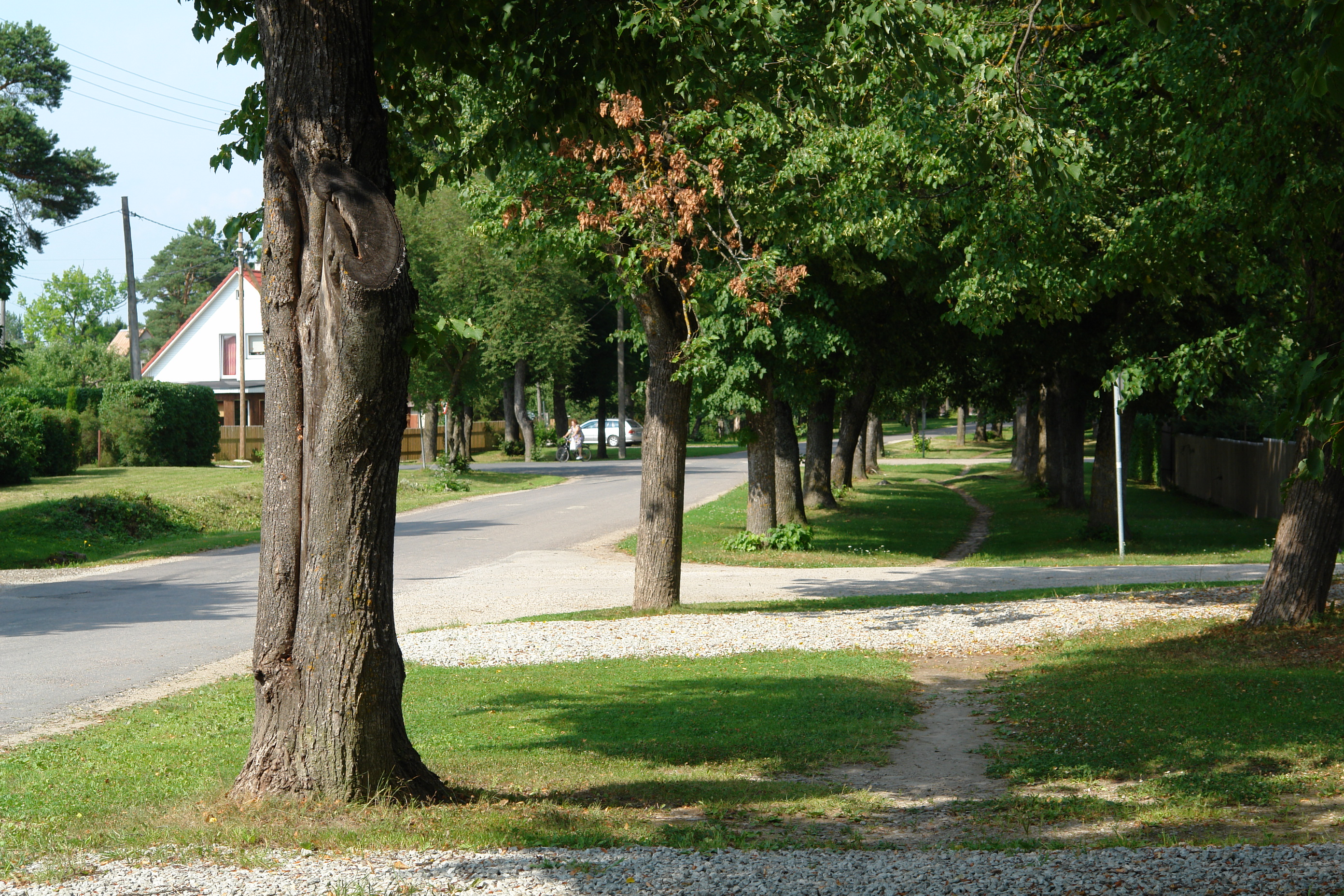
Липова алея
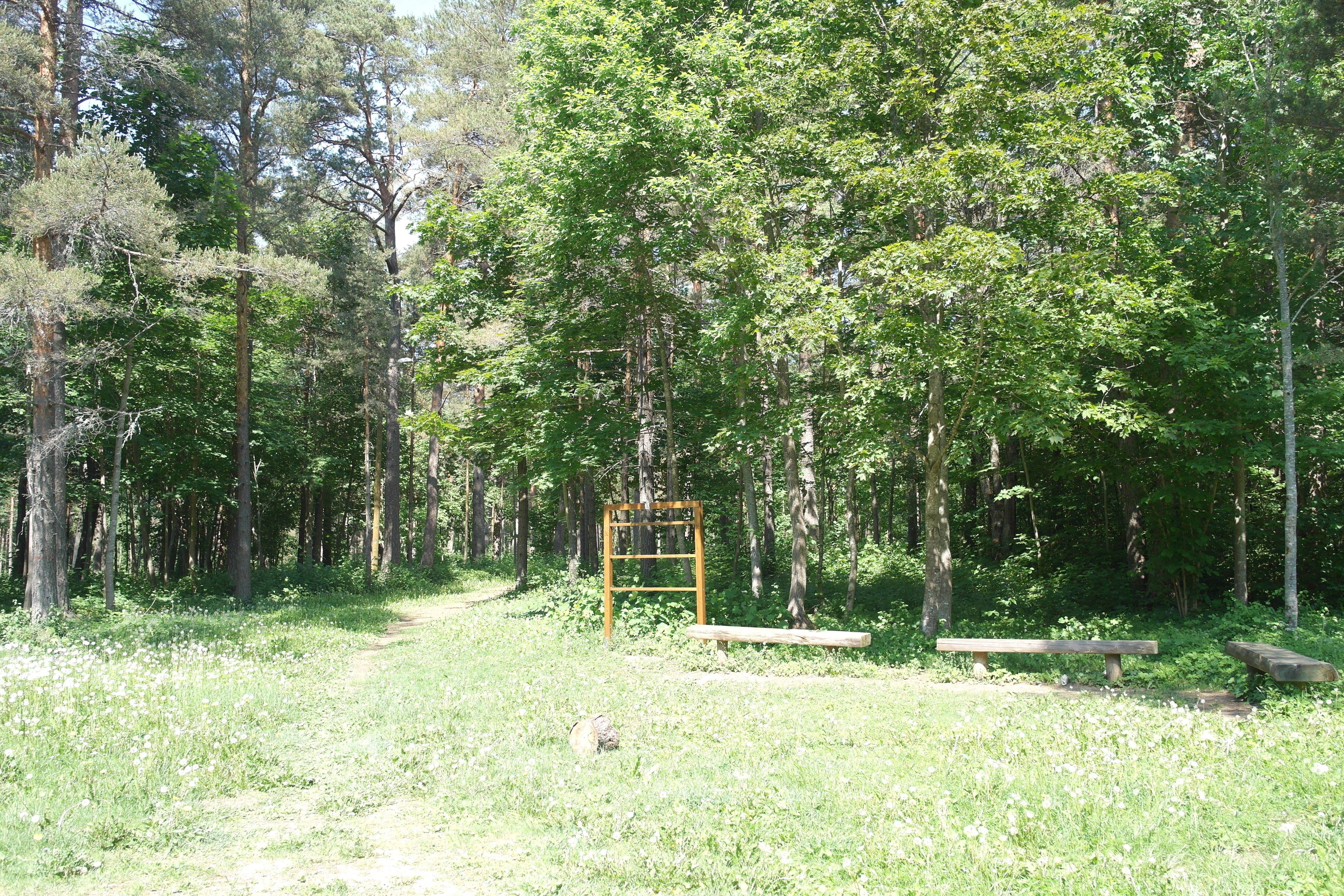
Стежка
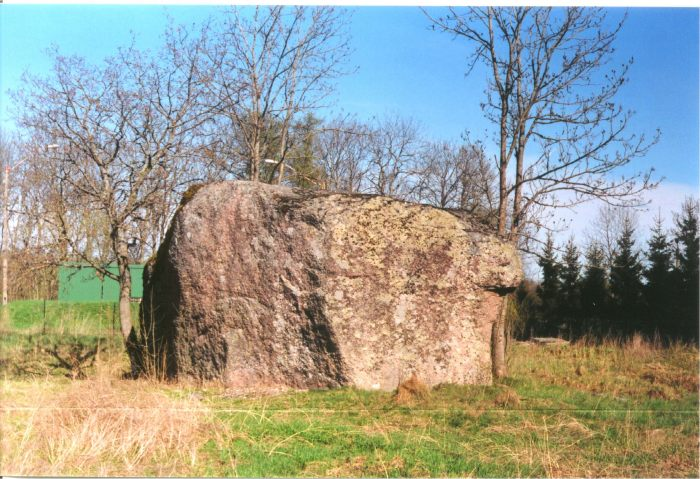
Ератичний валун
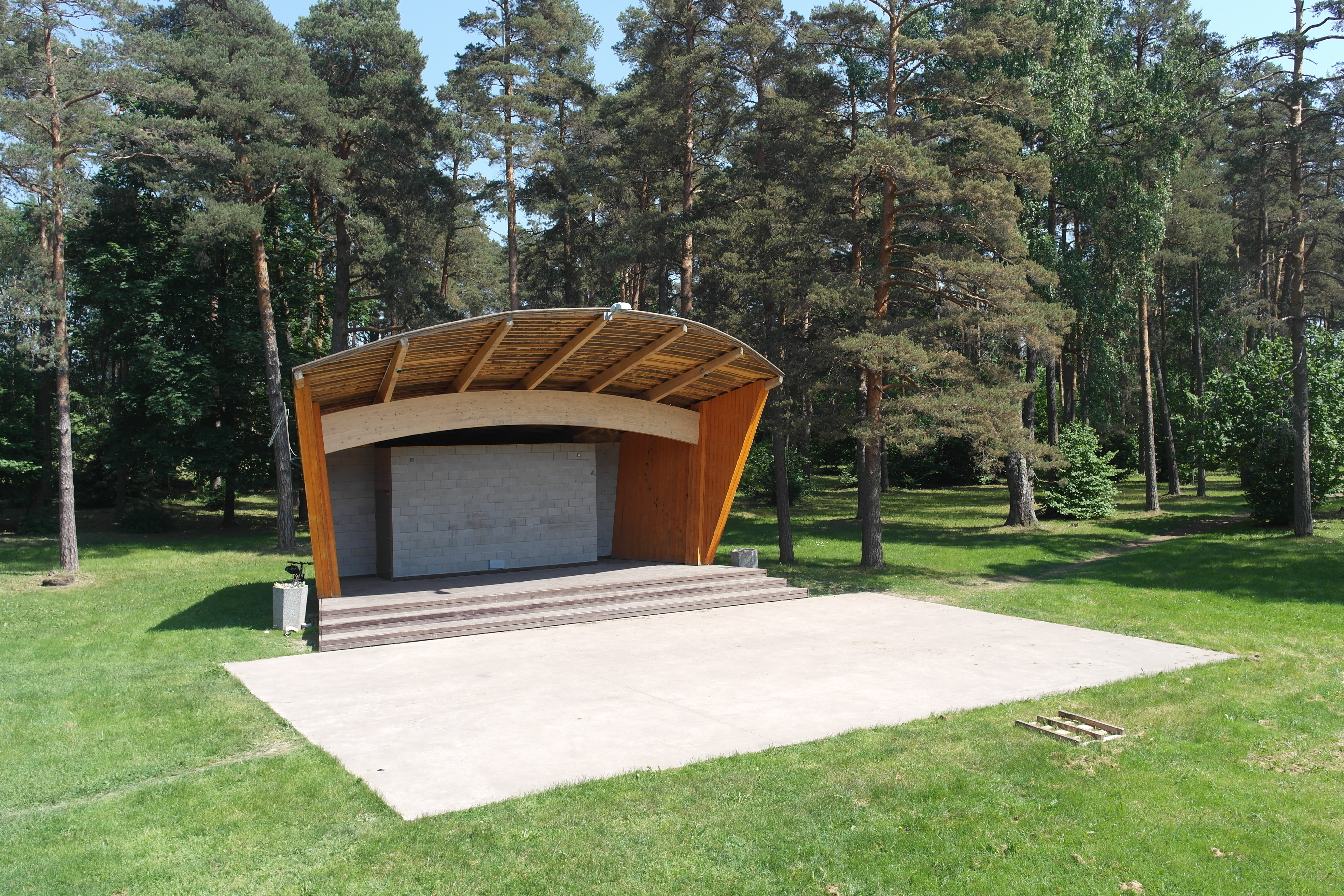
Співочий майданчик
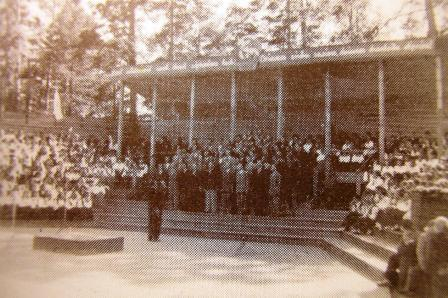
Свято пісні в 1960-х